# کانورجیس
کانورجیس (انگلیسی: Convergys) شرکت خدمات حرفه‌ای آمریکایی است، که در سال ۱۹۹۸ تأسیس شد.